# كلارا أنت
كلارا أنت (من مواليد 7 فبراير 1948) مهندسة معمارية من بوليفيا وناشطة سياسية في البرازيل.
بدأت نشاطها السياسي في الحركة التروتسكية لكنها انتقلت لاحقًا إلى يسار الوسط. كانت آنت ناشطة في حزب العمال البرازيلي منذ بدايته وكانت أمين صندوق الحزب قبل انتخابها عضوًا في البرلمان في عام 1986. في وقت لاحق أصبحت منخرطة في الفرع التنفيذي للحكومة كمسؤول إقليمي في مدينة ساو باولو تحت قيادة مارتا سوبليسي. عملت كمساعد شخصي للرئيس البرازيلي لويس إيناسيو لولا دا سيلفا. لعبت دورًا في التواصل بين لولا والجالية اليهودية البرازيلية.